# UTB Universal
UTB Universal, inizialmente nota come Uzina Tractorul Brașov, poi Universal Traktoren Brasov, era un'azienda di trattori di Brașov (Romania). Nacque nel 1946 e iniziò a costruire trattori su licenza FIAT. Nel 2000 il suo nome ufficiale fu cambiato in Tractorul UTB S.A.
Nel 2007 l'azienda è stata messa in liquidazione.

## Alcuni modelli
- UTB Universal 445
- UTB Universal 650